# Leptodon
Leptodon és un gènere d'ocells rapinyaires diürns de la família dels accipítrids (Accipitridae). Viuen en zones de selva neotropical, des de Mèxic fins al nord-est de l'Argentina.

## Taxonomia
Segons la classificació del Congrés Ornitològic Internacional versió 12,2, 2022, es reconeixen 2 espècies dins aquest gènere:
- Milà capgrís (Leptodon cayanensis).
- Milà blanc (Leptodon forbesi).